# Alopecurus dasyanthus
Alopecurus dasyanthus är en gräsart som beskrevs av Ernst Rudolf von Trautvetter. Alopecurus dasyanthus ingår i släktet kavlen, och familjen gräs. Inga underarter finns listade i Catalogue of Life.